# Trimerophytophyta
Trimerophytopsida (або Trimeropsida) — клас ранніх судинних рослин девону, які неофіційно називаються тримерофітами. Він містить такі роди, як Psilophyton. Ця група, ймовірно, є парафілетичною, і вважається предковою групою, з якої розвинулися як папороті, так і насіннєві рослини. Різні автори трактували групу в різних таксономічних рангах, використовуючи назви Trimerophyta, Trimerophytophyta, Trimerophytina, Trimerophytophytina і Trimerophytales.

## Таксономія
Спочатку більшість ранніх наземних рослин, крім мохоподібних (тобто поліспорангіофітів), були поміщені в один клас Psilophyta, створений у 1917 році Кідстоном і Ленгом. Коли було виявлено й описано додаткові скам'янілості, стало очевидно, що Psilophyta не є однорідною групою рослин. У 1968 році Бенкс вперше запропонував розділити цей таксон на три групи, які він поставив у ранг підрозділу; він уточнив свою пропозицію в 1975 році. Однією з трьох груп були Trimerophytina. Підрозділ базується на типовому роді Trimerophyton, який, як можна очікувати, дасть назву підрозділу «Trimerophytophytina», але Міжнародний кодекс номенклатури водоростей, грибів та рослин дозволяє використовувати частину «phyton» у назві роду за бажанням. опускати перед '-ophyta', '-ophytina' і '-opsida'.
Згодом групу також називали Trimerophyta, Trimerophytophyta, Trimeropsida або Trimerophytopsida як клас і Trimerophytales як порядок.
- Subphylum † Trimerophytina Banks 1975[7][8]
  - Клас † Trimerophytopsida Foster & Gifford 1974 [Trimeropsida Banks 1975 ; Psilophytopsida Kidston & Lang 1917 ; Psilophytidae Nemejc 1963 ]
    - Порядок †Trimerophytales Banks ex Kasper et al. 1974 [Psilophytales Pia 1924 ]
      - Родина †Trimerophytaceae Banks 1967 [Psilophytaceae Hirmer 1927 ; Hostinellaceae Pia 1924 ; Dawsonitaceae Nemejc 1963 ]
        - Рід † Dawsonites Nemejc 1963
        - Рід † Hostinella Barrande ex Stur 1882
        - Рід † Oocampsa Andrews, Gensel & Kasper 1975
        - Рід † Euphyllophyton Hao & Beck
        - Рід † Pauthecophyton Xue et al. 2012
        - Рід † Psilophyton Dawson 1859 emend. Hueber & Banks 1967
        - Рід † Trimerophyton Hopping 1956